# دراسات القيادة
دراسات القيادة هي مجال أكاديمي متعدد التخصصات للدراسة يركز على القيادة في السياقات التنظيمية وفي الحياة البشرية. ولدراسات القيادة أصول في العلوم الاجتماعية (مثل علم الاجتماع، والأنثروبولوجيا، وعلم النفس)، وفي العلوم الإنسانية (مثل التاريخ والفلسفة)، وكذلك في مجالات الدراسة المهنية والتطبيقية (مثل الإدارة والتعليم). ويرتبط مجال دراسات القيادة ارتباطا وثيقا بميدان الدراسات التنظيمية.
كمجال أكاديمي للبحث، كانت دراسة القيادة ذات أهمية للباحثين من بين مجموعة واسعة من الخلفيات الاختصاصية. واليوم، هناك العديد من البرامج الأكاديمية (التي تغطي العديد من الكليات والإدارات الأكاديمية) المتعلقة بدراسة القيادة. ترتبط برامج الدراسات العليا للقيادة بشكل عام بما يلي: جوانب القيادة، ودراسات القيادة، والقيادة التنظيمية (على الرغم من وجود عدد من التركيزات الموجهة نحو القيادة في مجالات أكاديمية أخرى).

## القيادة في التعليم العالي
أصبحت القيادة واحدة من أسرع المجالات الأكاديمية نموا في التعليم العالي  على جميع المستويات الجامعية حتى الدكتوراه، وبدأ عدد كبير من الكليات والجامعات بتطوير ليس فقط دورات الفردية، ولكن برامج دارسات عليا كاملة مكرسة خصيصا لدراسة القيادة.
حتى من بين بعض التخصصات الأكاديمية التقليدية الأكثر رسوخا مثل الهندسة والتعليم والطب، فقد تطورت مجالات التخصص التي تركز على دراسة القيادة. وقد تهدف معظم هذه البرامج الأكاديمية إلى أن تكون متعددة التخصصات في طبيعتها - بالاعتماد على نظريات وتطبيقات من المجالات ذات الصلة مثل علم الاجتماع وعلم النفس والفلسفة والإدارة. وهذا هو النهج الذي ناقشه روست (1991)، ويقول بأنه «يسمح للباحثين والممارسين بالتفكير في أفكار جديدة جذرية عن القيادة لا يمكن التوصل إليها من خلال نهج أحادي التخصص» (الصفحة 2).

## تاريخ القيادة كمجال للدراسة
دراسة القيادة يمكن أن يعود تاريخها إلى أفلاطون، سون تزو ومكيافيلي; ومع ذلك، لم تصبح القيادة محور الدراسات الأكاديمية المعاصرة إلا في السنوات الستين الماضية، وبصفة أكبر في العقدين الماضيين. غالباً ما يتم استجواب علماء وباحثين القيادة المعاصرين حول طبيعة عملهم، ومكانتها داخل الأكاديمية، ولكن الكثير من الغموض المحيط بالقيادة كمجال للدراسة قد يعزى إلى عدم الفهم فيما يتعلق بمجالات الدراسة الأكاديمية متعددة التخصصات بشكل عام.
يتم ملء التخصص (الذي يشمل مجموعة من المجالات الفرعية) بالتعاريف والنظريات والأساليب والوظائف والكفاءات، والأمثلة التاريخية للقادة الناجحين والمتنوعين. وإجمالا، توفر نتائج البحوث المتعلقة بالقيادة نظرة أكثر تطورا وتعقيدا لهذه الظاهرة من معظم الآراء التبسيطية المعروضة في الصحافة الشعبية.
بعض الدراسات المبكرة عن القيادة تشمل:
- دراسات القيادة في ولاية أوهايو التي بدأت في الأربعينات  وركزت على كيفية تلبية القادة لاحتياجات المجموعة المشتركة. وأشارت النتائج إلى أن أهم بعدين في القيادة هما: «إنشاء هيكل»، و «الدراسة». ويمكن أن تكون هذه الخصائص إما عالية أو منخفضة وهي مستقلة عن بعضها البعض. واستند البحث إلى استبيانات موجهة إلى القادة والمرؤوسين. تُعرف هذه الاستبيانات باسم استبيان وصف سلوك القائد (LBDQ) واستبيان وصف سلوك المشرف (SBDQ). وبحلول 1962, وصل استبيان وصف سلوك القائد لنسخته الثانية عشر.

- دراسات ميشيغان للقيادة  في الخمسينات من القرن العشرين  وأشارت إلى أن القادة يمكن تصنيفهم إما «مركزين على الموظف»، أو «مركزين على الوظيفة». وحددت هذه الدراسات ثلاث خصائص حاسمة للقادة الفعالين: السلوك الموجه نحو المهام، والسلوك الموجه نحو العلاقة، والقيادة التشاركية.

- نظرية ماكغريغورز X & نظرية Y التي وضعها دوغلاس ماكغريغور في الستينات في مدرسة MIT Sloan للإدارة. ووصفت هذه النظريات تحفيز الموظفين أثناء أداء عملهم. وتبدأ كلتا النظريتين بفرضية أن دور الإدارة هو تجميع عوامل الإنتاج، بما في ذلك الأشخاص، من أجل المنفعة الاقتصادية للشركة. ومن هذه النقطة فصاعدا، تختلف نظريتا الإدارة.

- الشبكة الإدارية لبليك & متون (1964) التي تم تحديثها في عام 1991 إلى الشبكة القيادية لبليك & ماكانس التي وضعت توجهات «التركيز على المهمة» و «التركيز على الأشخاص» من ضمن سلوك القائد. وقد قاموا بتطوير الشبكة القيادية التي ركزت على الاهتمام بالنتائج (على المحور الواحد) والاهتمام بالأشخاص (على المحور الآخر).

بالإضافة إلى هذه الدراسات، تم فحص القيادة من منظور أكاديمي من خلال عدة عدسات نظرية:
- الصفات والنظريات السلوكية للقيادة: محاولة وصف أنواع السلوك والاتجاهات الشخصية المرتبطة بالقيادة الفعالة.

- نظريات الأوضاع والطوارئ للقيادة: دمج الاعتبارات البيئية والظرفية في سلوك القائد.

- نظرية القيادة الوظيفية: تشير إلى أن المسؤولية الرئيسية للقائد هي أن يرى أن كل ما هو ضروري فيما يتعلق باحتياجات المجموعة يتم الاعتناء بها.

- نظرية القيادة في معالجة المعلومات: تركز على دور الإدراك الاجتماعي في تحديد القدرات القيادية.

- نظرية القيادة الذاتية: على الرغم من أنها موجهة إلى السلوك، إلا أن جوهر نظرية القيادة الذاتية هو أن السلوكيات موجهة نحو تحقيق أهداف منظمة تنظيم فائق.

- نظريات القيادة والمعاملات التحويلية للقيادة: يركز قائد المعاملات على المكافأة الإدارية والتقييم الطارئ. ويركز القائد التحويلي على الدافع وتحقيق الأهداف.

تأسس أول برنامج دكتوراه في دراسات القيادة  ي جامعة سان دييغو في كلية القيادة والعلوم التعليمية في عام 1979. وتأسست أول مدرسة جامعية لدراسات القيادة في كلية ريتشموند جيبسون للدراسات القيادية في عام 1992.

## البحث في مختلف أنواع القيادة
قد أجريت دراسات تجريبية وتحليلية ونظرية بشأن مختلف أنواع القيادة. وتشمل بعض أساليب القيادة التي تمت دراستها ما يلي:
- القيادة الاستثنائية
- القيادة الديمقراطية
- قيادة الابتكار
- القيادة المعاملات
- القيادة التحويلية

## طرق البحث في دراسة القيادة
قد تمت دراسة القيادة باستخدام أساليب بحثية كمية ونوعية ومختلطة (مزيج من المنهجيات البحثية الكمية والنوعية). ومن خلال التوجه الكمي لعلم النفس، تم استخدام النمذجة الإحصائية والرياضية في تطوير جداول القيادة، وفي اختبار أدوات تقييم القادة الأكفاء، وفي دراسة تصورات القادة. وقد يتخذ التحليل الكمي أيضا نهجا تجريبيا يتضمن أساليب من مجال الاقتصاد التجريبي. كما تم استخدام منهجية المسح على نطاق واسع في أبحاث القيادة. وعلى هذا النحو، فإن الأساليب التقليدية للتحليل في بحوث الدراسات الاستقصائية قد امتدت أيضا إلى تحليل بحوث الدراسات الاستقصائية في إطار دراسة القيادة (مثل الجداول الشاملة، وتقييمات الإنوفا، وتحليل الانحدار، والتحليل الخطي اللوغاريتمي، وتحليل العوامل، وما إلى ذلك). ومن خلال التوجه النوعي، شملت أبحاث القيادة مجموعة من تقنيات البحث: علم توصيف الظواهر، الإثنوغرافيا،  النظرية الجذرية، والمقابلات، ودراسات الحالة، والتأريخ،  النقد الأدبي،  إلخ.
«المدربين وعلماء النفس يستخدمون الدروس وأدوات علم النفس الإيجابي بشكل متزايد في ممارستهم» (Biswas-Diener, 2010).

## البرامج الأكاديمية
هناك عدد كبير من برامج الدكتوراه والماجستير والبكالوريوس المتعلقة بدراسة القيادة. وبالنظر إلى أن دراسة القيادة متعددة التخصصات، فإن برامج الدراسات العليا ذات الصلة بالقيادة غالباً ما تقع ضمن مختلف الكليات والمدارس والأقسام في مختلف الجامعات (مثل مدارس التعليم في بعض الجامعات، ومدارس الأعمال التجارية في الجامعات الأخرى، ومدارس الدراسات العليا والمهنية في الجامعات الأخرى). وعلى هذا النحو، على مستوى الدكتوراه، تشمل برامج الدراسات العليا المتعلقة بالقيادة في المقام الأول: شهادات الدكتوراه، وشهادات الدكتوراه التنفيذية (اعتمادا على حالة البرنامج داخل الجامعة). وعلى مستوى الماجستير، تشمل برامج الدراسات العليا المتعلقة بالقيادة في المقام الأول: ماجستير العلوم، ماجستير الفنون، ودرجة الماجستير التنفيذي. وعلى مستوى المرحلة الجامعية، تشمل برامج الدراسات العليا المتعلقة بالقيادة في المقام الأول: بكالوريوس العلوم وبكالوريوس الآداب، فضلا عن شهادة القيادة والبرامج الثانوية.